# Кекен-Васильевка
Кекен-Васильевка (баш. Кәкән-Васильевка) — село в Миякинском районе Республики Башкортостан Российской Федерации. Входит в состав Кожай-Семёновского сельсовета. 

## География

### Географическое положение
Расположено на реке Киргиз-Мияки. 
Расстояние до:
- районного центра (Киргиз-Мияки): 15 км,
- центра сельсовета (Кожай-Семёновка): 10 км,
- ближайшей ж/д станции (Аксёново): 30 км.

## Население
| 2002 | 2009 | 2010 |
| ---- | ---- | ---- |
| 362  | ↘352 | ↘303 |

Национальный состав
Согласно переписи 2002 года, преобладающая национальность — чуваши (96 %).